# Црква Светог Николе у Манастиру
Црква Светог Николе у селу Манастир позната и као храм светог Николаја Мириликијског била је једна од цркава Јелашничке парохије која је у саставу Епархије нишке Српске православне цркве, да би била преименована у манастир.
Храм посвећен светом пророку Николи, изграђен је или обновљен 1838. године, захваљујући прилозима мештана. Посебно пажњу у порти ове цркве тј. на њеном старом гробље из 19. века, заслужују добро очувани камени надгобни споменици, дело месних каменорезаца, изузетне занатске вештине и маште.
Због свог историјског, архитектонског и верског значаја црква је, 1982. године, проглашена за „Културно добро од великог значаја“.

## Статус и категорија заштите
Због свог историјског, архитектонског и верског значаја црква Светог Николе у селу Манастир проглашена је, 23. децембра 1982. године, за „Културно добро од великог значаја“ и уведена је у централни регистар споменика културе у Републици Србији. Као основ за упис у регистар послужило је решење Завода за заштитуту и научно проучавање споменика културе НРС бр.671/48 од 6. маја 1948. године.
Надлежни завод који води месни регистар и бригу о овом археолошком локалитету је Завод за заштиту споменика културе Ниш.

## Положај и стање заштите
Црква Светог Николе се налази селу Манастир, у општини Нишка Бања на око 17 km, источно од Ниша према Пироту, у почетном делу Сићевачке клисуре, испод живописне Кусаче. На нешто мање од три километра југоисточнео од магистралног пута Ниш—Софија, кроз лепе предеоне целине очуване природе, стиже се добрим асфалтним путем до централног дела села Манастир, које је данас због бројних старих и новоизграђених викендица више викенд насеље него село и порте Црква Светог Николе, коме због запуштености фасаде прети урушење.

## Историја
Историја цркве није позната, па се она може надокнадити сагледавањем историјских података о периоду у коме је он поникао, највероватније око 1838. године, када је поново изграђен или обновљен. У својој књизи, „Манастир Пресвете Богородице“ у Сићеву њен аутор Братислав Петровића, каже, да се овај, некадашњи, манастир помиње у Турском попису из 1498. године, када је у њему био један монах. У попису из 1516. године манастир се не помиње, да би 1564. године био поново уписан као „живи манастир са једним монахом.“
Након обнове Пећке патријаршије 1557. године нишка митрополија у историји српске православне цркве имала је значајно место. Најновија истраживања иду у прилог чињеници да је делатност патријарха Пајсија y области Ниша, као и широм Пећке патријаршије, допринела оживљавању културног и црквеног живота, јер је он створио атмосферу y којој су цркве грађене и осликаване. Под његовим благословом у сеоском окружењу Ниша граде се и обнављају храмови, пишу и украшавају књиге.
Верски живот хришћана села Манастир после ослобођења од Османлија постепено се нормализовао. Успостављена је редовна црквена организација, а црква светог Николе је обнављена. Из стања сталне опасности по живот, част и имовину, сељани су прешли у слободу. Економско јачање села Манастир, промена својинских односа и прилив становништва значајно су утицали да се ослобођење прихвати још интензивније одвија духовни живот.
Манастир Просечки је 1897. године био метох сићевачког манастира; оба манастира у епархији Нишкој су била у категорији "III реда".
За укупно функционисање верског живота хришћана у селу Манастир и овом храму од великог значаја био је рад Црквене општине. Чланови Црквеног одбора — тутори били су највиђенији чланови села и често највећи дародавци. Они су се старали о цркви и њеној имовини (што и данас чине) и водили рачуна о реду на богослужењима.

### Услови за настанак
По предању, село Манастир је настало у 13. веку када је (Свети Сава 1234. на путу за Цариград у Сићевачкој клисури „попио и благосиљао“ сеоско вино).
Претпоставља се да је старо село временом расељено, а данашње село Манстир настало је почетком 18. века од „збегова“.
Сићевачка клисура, пробојница реке Нишаве, непроходна све до пред крај 19. века када је овај простор ослобођен од вишевековног ропства од Османског царства и кроз њене теснаце и кречњачке громаде пробијена пруга Ниш—Софија, у својим живописним пределима и забитима скривала је вековима, иако „скромних размера и ненаметљивог изгледа“, значајна материјална и културна сведочанства средњовековне прошлости Ниша, Нишавља и Јужне Србије. На ово је утицала чињеница да је још из доба Римског царства Сићевачка клисура представљала за градитеље путева несавладиву препреку, па су је сви магистрални путни правци укључујући ту и чувени Виа Милитарис заобилазили са њене јужне стране, преко планине Куновице. На овој планини 2. јануара 1444. године Српска и Угарска војска предвођена Ђурађ Бранковићем и Јанком Хуњадином у свом последњем покушају да заустави османлијску војску у њеном освајачком походу, уништи и у самом средишту Куновице, заустави је и разбије. И поред првих успеха Српска и Угарска војска се повлаче са простора нишавља и његови становници падају под вишевековно ропство Османлијског царства.
Такође и за градитеље путева из време Османлијаског царства Сићевачка клисура је остала несавладива препрека па је остала по страни важних путева, или Цариградског друма, који је преко Куновице ишао скоро потпуно истом трасом као Виа Милитарис. То је стварало идеалне услове да се живот у неприступачним гудурама Сићевачка клисура одвијао у знаку духовног мира ослобођен страха, посебно у ратним временима и вишевековном ропству Србије под Османлијским царством. Тај њен унутрашњи мир привлачио је многе духовнике, са разних простора Балкана. Тако је средином 15. века, почело насељавање Сићевачке клисуре калуђерима који су бежећи са Истока према Западу, пред налетом Османлија, повлачили ка Западу. Међу њима су били монаси Грци, Бугари, али и Срби са Свете горе. Све бројнији монаси су у скровитим и готово митским пределима Сићевачке клисуре градили су бројне манастире, цркве и црквишта, желећи да достигну „духовне висине“ (истовремено штитећи сопствене животе од терора Османлија).
Тако је простор Сићевачке клисуре постао црквено средиште, нека врста мале „свете горе“, у којој су се књиге писале и осликавале, цркве и манастири обнављали или из основе градили и живописали. Ова духовна, стецишта код околног становништва осмислила су многе легенде о тајновитим и готово митским пределима Сићевачке клисуре. Једна од њих је она о постанку манастира Свете Богородице у Сићеву, на густо пошумљеним северним падинама Кусаче.
| „ | „Легенда говори да је црква Манастира Свете Богородице под најездом Османлија „прелетела“ са једног на друго место“? | ” |

На све већи значај Сићевачке „свете горе“ утицала је и чињеница да је у време владавине Османлијског царства Ниш био административни и верски центар царевине, која је ограничавала све немуслиманске вере, тако да се верски и културни живот Срба и других хришћана, није могао да одвија у самом граду, па је велики број монаха, пренео духовни живот у мир беспућа Сићевачке клисуре. Такође су имућнији Срби из Ниша и околине водили бригу о црквама и манастирима и настојали да што даље од Османлија у миру и безбедно, обављају православне верске обреде. 
За све време владавине Османлија дизане су буне и устанци, па су се по беспућима Сићевачке клисуре и у њеним манастирима крили и многи устаници и хајдуци, што је још више јачало цркве и манастире., дуж долине Нишаве.
Доказ њихове рушилачке делатности, у та нехумана времена, су: Манастир Свете Богородице Сићево, остаци цркве Ваведење Св. Богородице на десној обали Нишаве, Манастир Св. Петка Иверица у Островици, Св. Никола у Просеку, манастир Св. Успења испод брда Градац, као и цркве: Св. Никола у селу Манастир, Св. Петар и Павле у Островици, Св. Никола у Чукљенику, те црквишта: на Кулини, Св. Арханђела Гаврила испод Островице, Св. Тодора у Ланишту, Св. Илије на чуки код Градишта, Св. Николе у селу Црнче, Св. Петра и Павла на Вишеграду, остаци храма Св. Петке у Просеку, рушевине цркве Св. апостола Петра и Павла у Сићеву, и храм Св. Илија у Сићеву.

## Архитектура
Црква је скромна једнобродна грађевина правоугаоне основе, са олтаром и полукружном апсидом, на источној страни. Црква не припада ни једном архитектонском стилу.
Светлост у храм улази кроз три прозорска отвора на јужној страни и један на апсиди. Црква је без припрате, тако да се у наос директно улази са западне стране стране преко три, а са северне преко два степеника. Декоративни детаљи на фасади цркве откривају намеру градитеља да је и украси. Тако је архиволта западних врата орнаментисана у плитком рељефу. Изнад су две плитке нише надвишене једном мањом. Још више је розета са крстом. Врата на северној страни уоквирена су четвртастим рамом са урезаном декорацијом. Изнад су две нише. Углови цркве тракасто су профилисани.
Засведена је полуобличастим сводом који је положен на бочне пиластре. Црква је зидана од ломљеног и притесаног камена и цигле. Кров цркве изведен је на две воде и покривен црепом. Под наоса покривен је циглом. Унутрашњи зидови цркве нису живописани, већ су само прекривене кречом.
Зидови су ојачани употребом неке врсте роштиља сачињеног од дрвених греда. Спољне површине зидних платана прекривене су малтером и окречени белом бојом. Камена пластика примењана при градњи цркве била је јако скромна и углавном сведена на обраду архитектонских детаља.
Према неким уклесаним подацима на цркви помињу се следећа имена: поп Панајот, Ристо мајстор, Јован, Стојан мајстор, Попа Мита, Андреовић, Стојан и Тодор. Прота Петар Гагулић па се према неким наводима из литеартуре ови људи вероватно сматрају и ктитори манастира.
Поред цркве се налази више добро очуваних камених надгробних споменика, дело месних каменорезаца, што указује на то да је ту некада било и црквено гробље.